# رباط بالی‌خاری
رباط بالی‌خاری یا ناخنک (به انگلیسی: Pterygospinous ligament) یک رباط در ناحیه سر است که از بخش فوقانی مرز پشتی زائده بالی استخوان پروانه‌ای تا برآمدگی خاری استخوان پروانه‌ای کشیده می‌شود.

## ساختار

### انواع
گاهی اوقات در پیرامون این رباط استخوان‌سازی می‌شود و در چنین مواردی، میان مرز بالایی آن و قاعده جمجمه یک سوراخ ایجاد می‌شود که سوراخ ناخنک (Civinini) نام دارد و شاخه‌های عصب آرواره‌ای پایینی به ماهیچه‌های جونده منتقل می‌کند.